# Заставче
Заста́вче — село в Україні, у Підгаєцькій міській громаді Тернопільського району Тернопільської області. Розташоване на річці Золота Липа, у південно-західній частині району. До 1990 року належало до Бережанського району.
Поштове відділення — Завалівське.  До 2020 року підпорядковувалось Завалівській сільській раді. 
Населення — 268 особи (2014).
На деяких картографічних ресурсах помилково позначене як Заставне.

## Географія
Розташоване на лівому березі річки Золота Липа, за 11 км від центру громади.

## Історія
Згадується як село Заставе (Zastawe) 24 березня 1449 року в книгах галицького суду.
Перша писемна згадка — 1785.
Із середини 19 ст. Заставче — власність Рачинських.
1914 село майже повністю спалили російські війська.
У 1930 році разом із іншими селами Підгаєччини за розпорядженням тодішнього міністра внутрішніх справ Броніслава Перацкі село пережило пацифікацію українського населення у Східній Галичині. Згідно доповідей постраждало багато господарств, зокрема, доми Петра Пришляка, Івана Скіри, Василя Дідурика
У 1931 році начисляло 171 хату, у 1943 році жило в ньому 646 мешканця, у тому числі 15 польських родин
До Першої світової війни діяли читальня товариства Всеукраїнське товариство «Просвіта» імені Тараса Шевченка, аматорський гурток, кредитова каса, духовий оркестр під диригентурою Євстахія Вороневича, народна чотирирічна школа і дочірня церква, що належала до парафії в Завалові.
Після війни у селі, крім вищеназваних, почали діяти змішаний хор під керівництвом Володимира Пришляка, «Січ», СокілСільський господар, Пласт, дитячий садок Рідної школи, товариство «Сільський господар», кооператива, самоосвітній гурток «Дешева Книжка» та ін.
12 червня 2020 року, відповідно до розпорядження Кабінету Міністрів України № 724-р «Про визначення адміністративних центрів та затвердження територій територіальних громад Тернопільської області» увійшло до складу Підгаєцької міської громади.
19 липня 2020 року, в результаті адміністративно-територіальної реформи та ліквідації Підгаєцького району, село увійшло до складу Тернопільського району.

## Населення

### Мова
Розподіл населення за рідною мовою за даними перепису 2001 року:
| Мова       | Кількість | Відсоток |
| ---------- | --------- | -------- |
| українська | 334       | 100%     |

## Пам'ятки
Є церква святого Юрія (1873), каплиця святого Георгія.
- Могила Українського Січового Стрільця Балюка Івана[7]

Встановлено хрести:
- на честь скасування панщини - "Пам'ятка даної свободи 3 травня 1848 р. до тридцятиліття річниці "Братство села Заставче" (1992)
- 50-річчя створення УПА (1992)
- проголошення незалежності України
- насипано символічні могили УСС та воякам УПА.

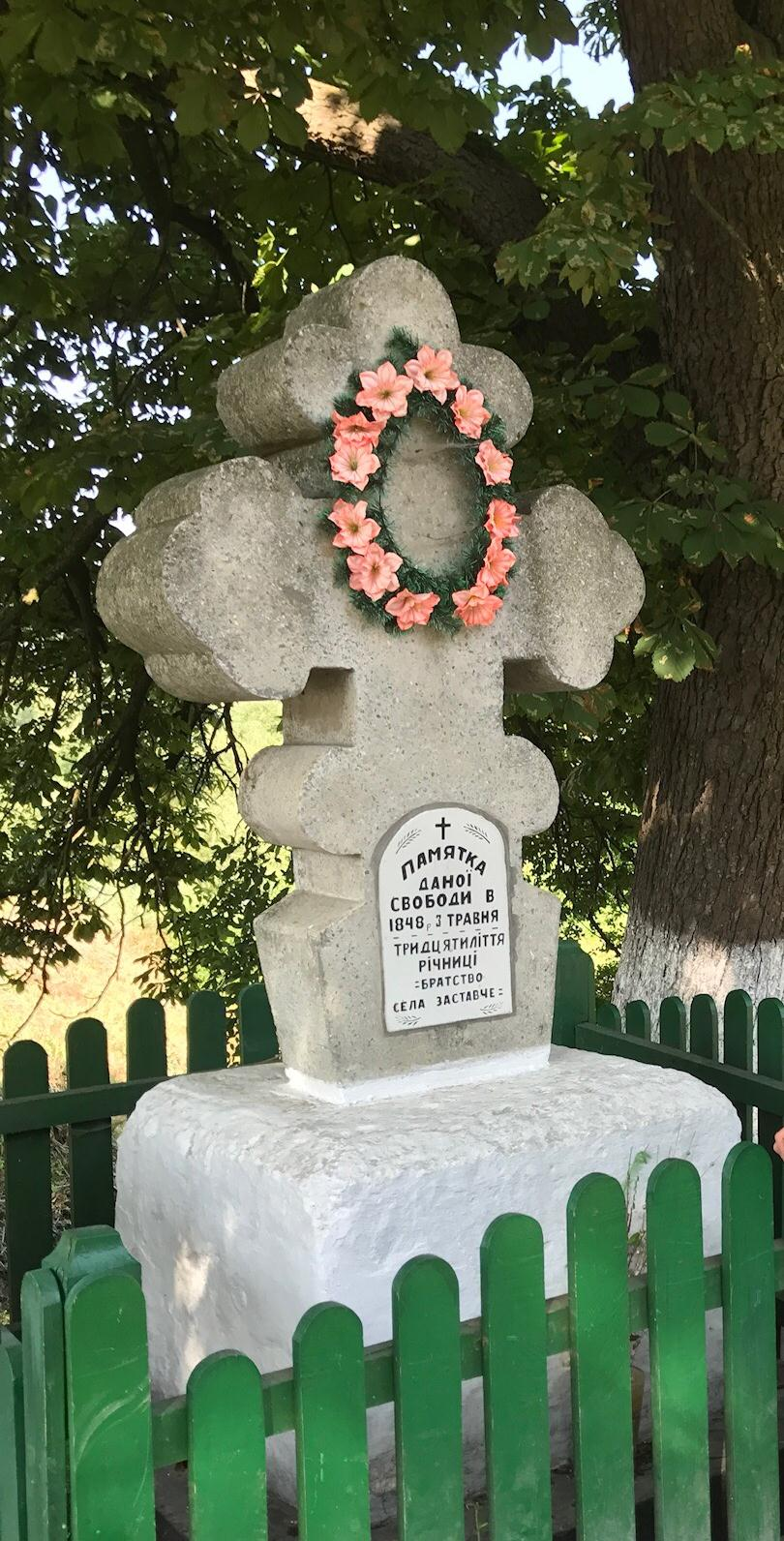
Пам'ятка даної свободи 3 травня 1848 р.

## Відомі люди

### Народилися
- Іван Моравський (1895 р.н.) - стрілець 2 сотні Українських Січових Стрільців (станом на 1 червня 1916 року)[8]
- Тимко Стахович (1889 р.н.) - стрілець технічної сотні Українських Січових Стрільців (станом на 1 червня 1916 року)[8]
- Банах Степан  - живописець, фотохудожник
- Іван Легкий  - український хоровий диригент, композитор, педагог[9];
- Анна Сокольська (Пришляк) - громадська діячка [10] (1931—1994)
- Олександр Пришляк  - український релігійно-церковний, громадсько-політичний діяч, меценат

## Галерея

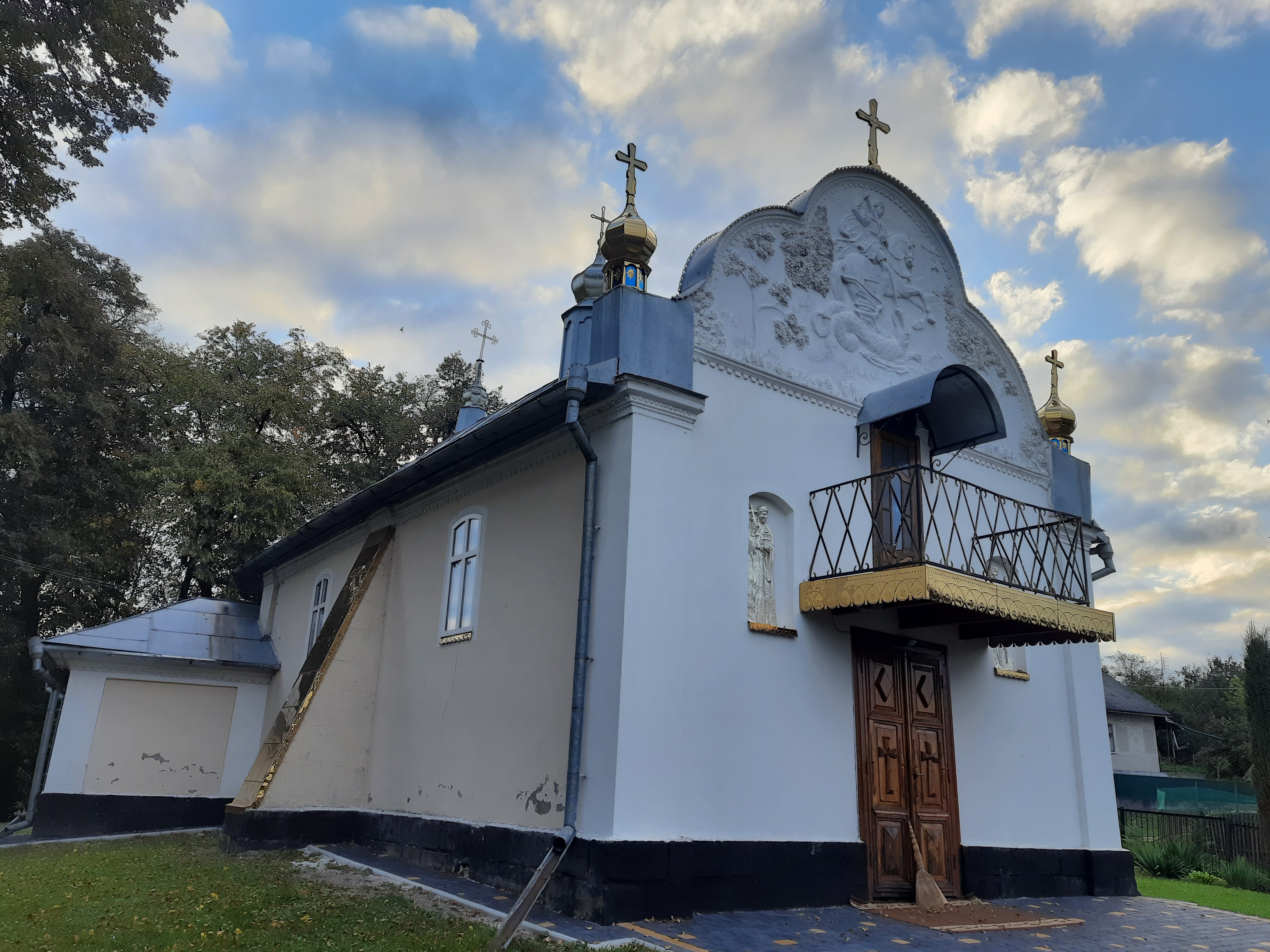
Церква Святого Юрія
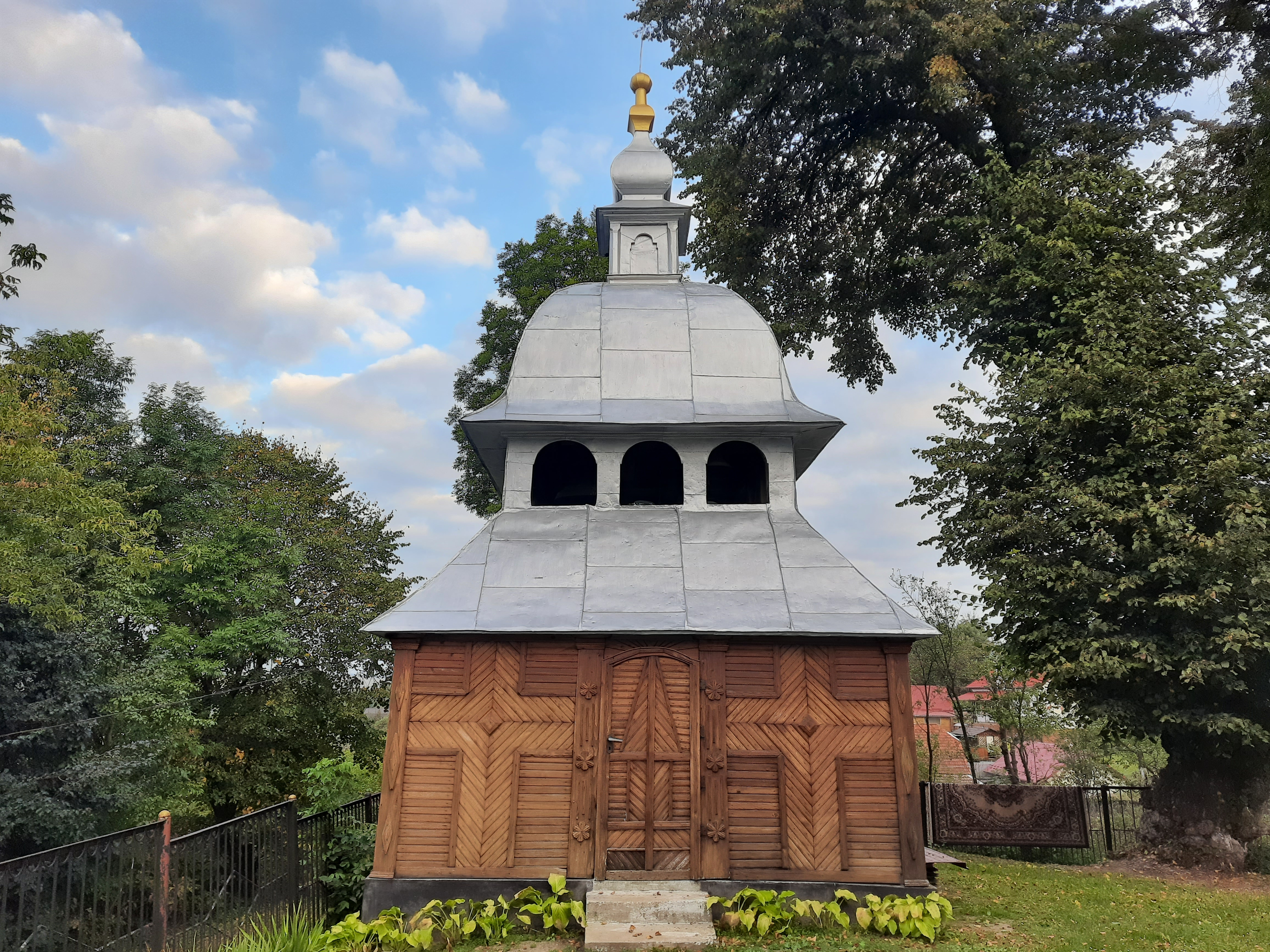
Дзвіниця церкви Святого Юрія
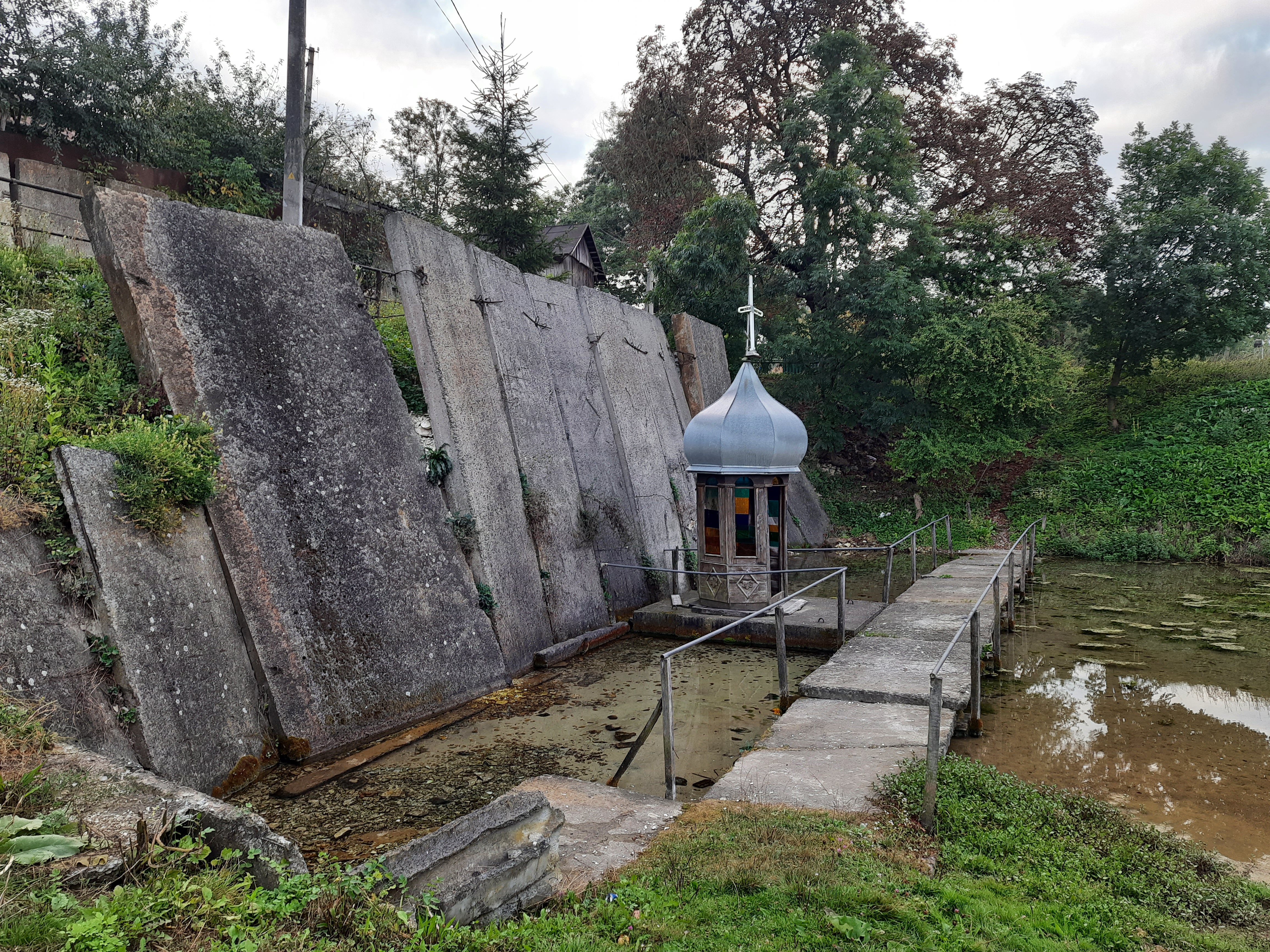
Джерело
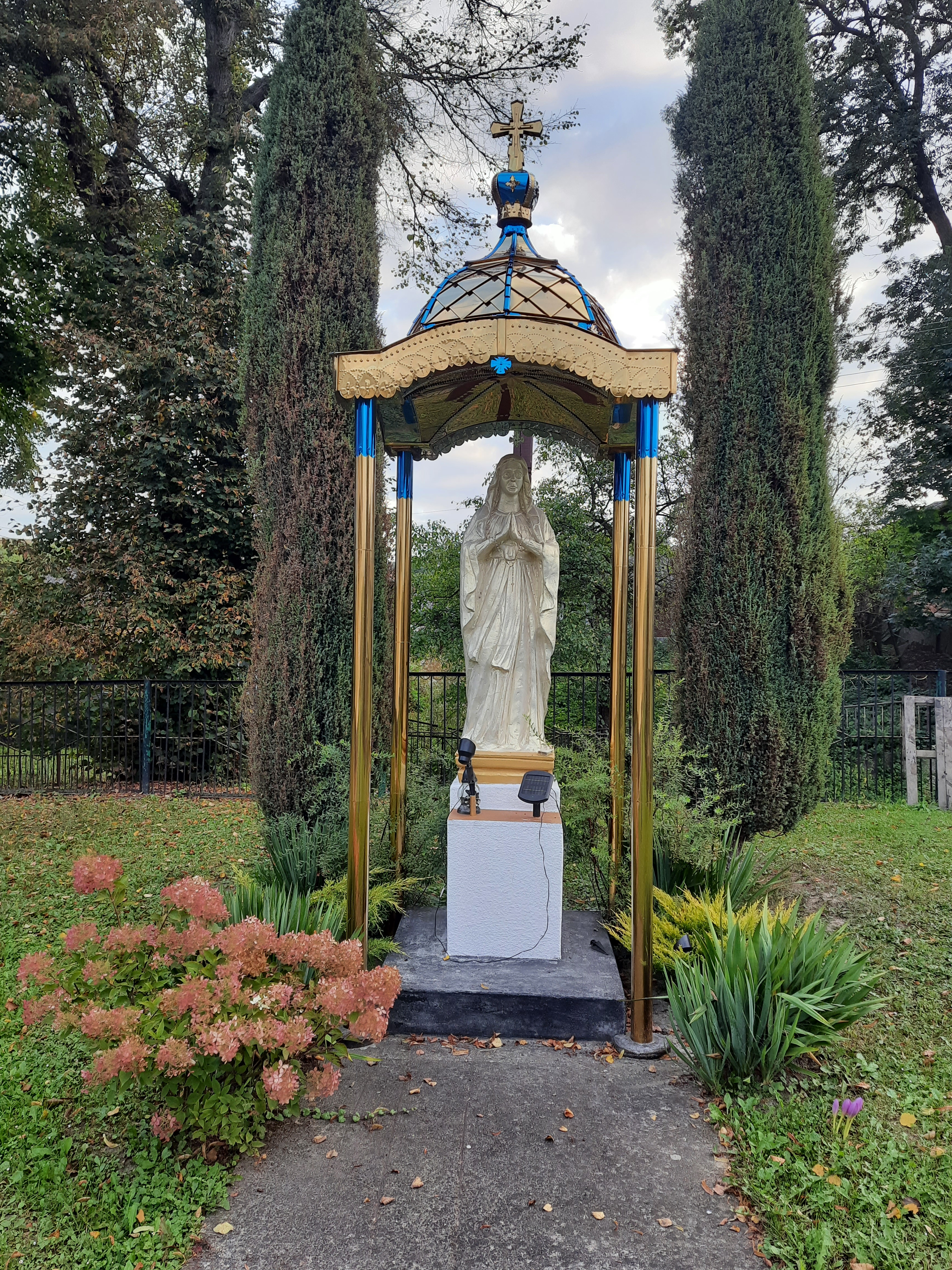
Статуя Божої Матері
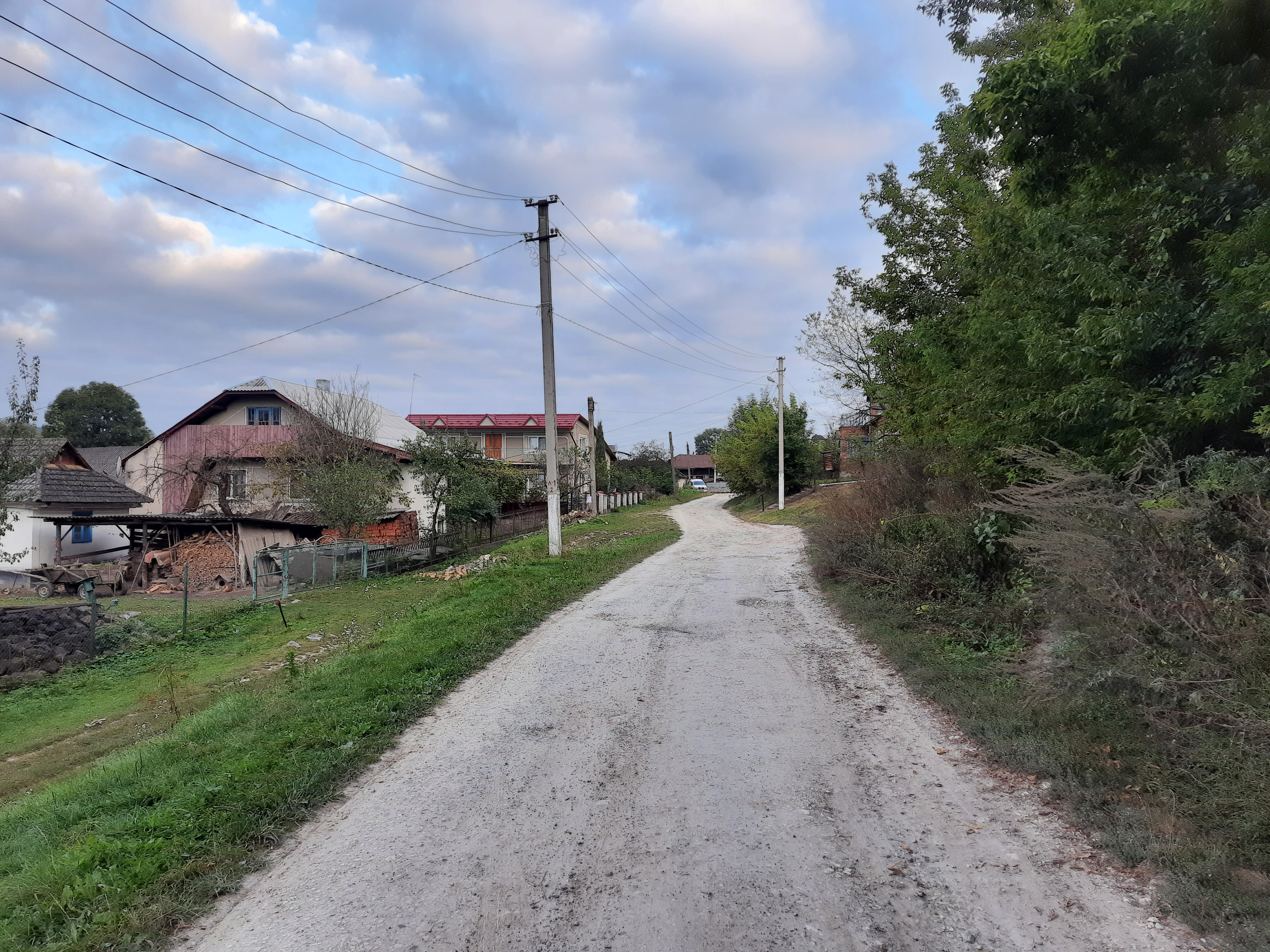
Сільська вулиця
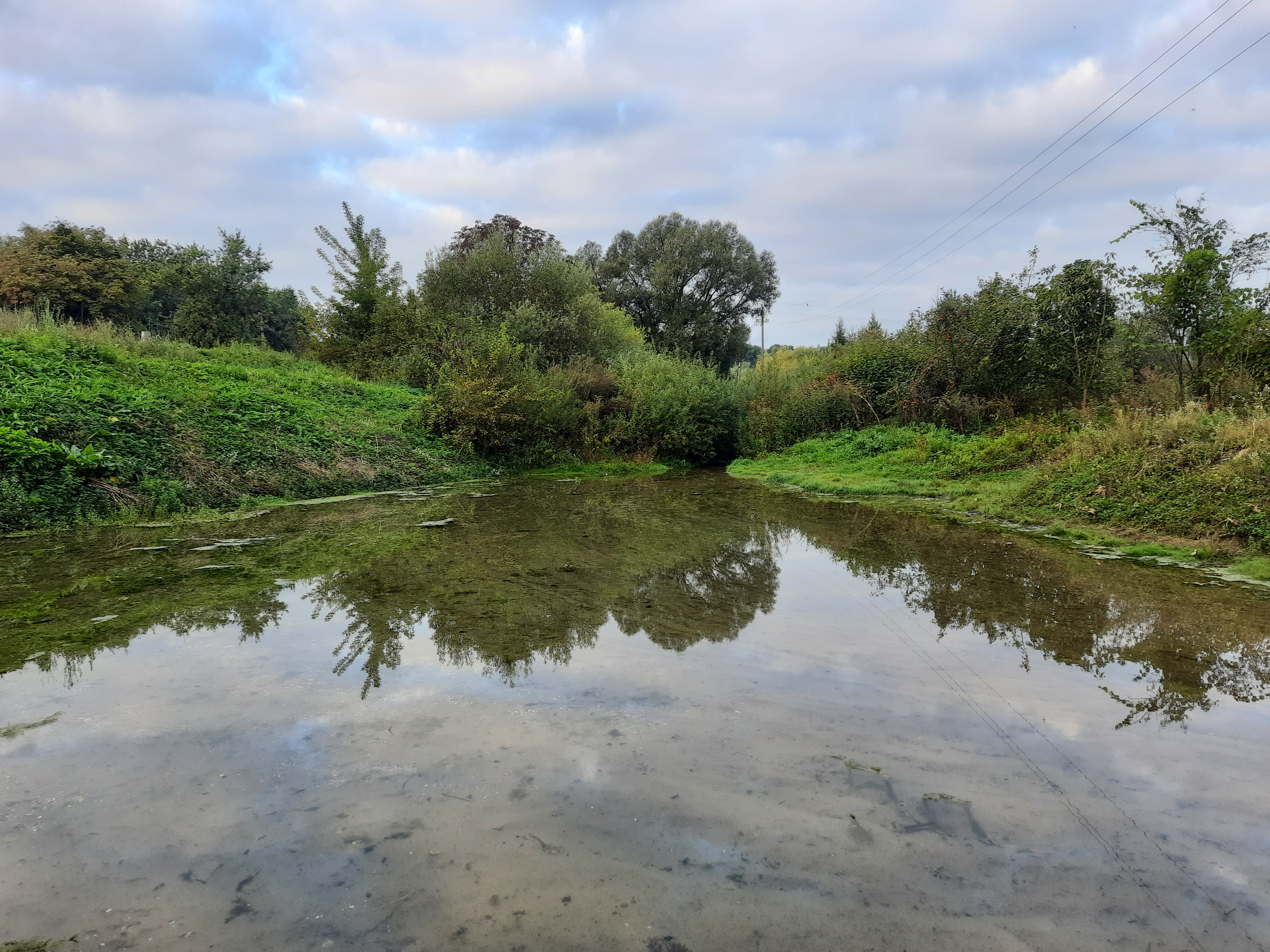
Сільський пейзаж
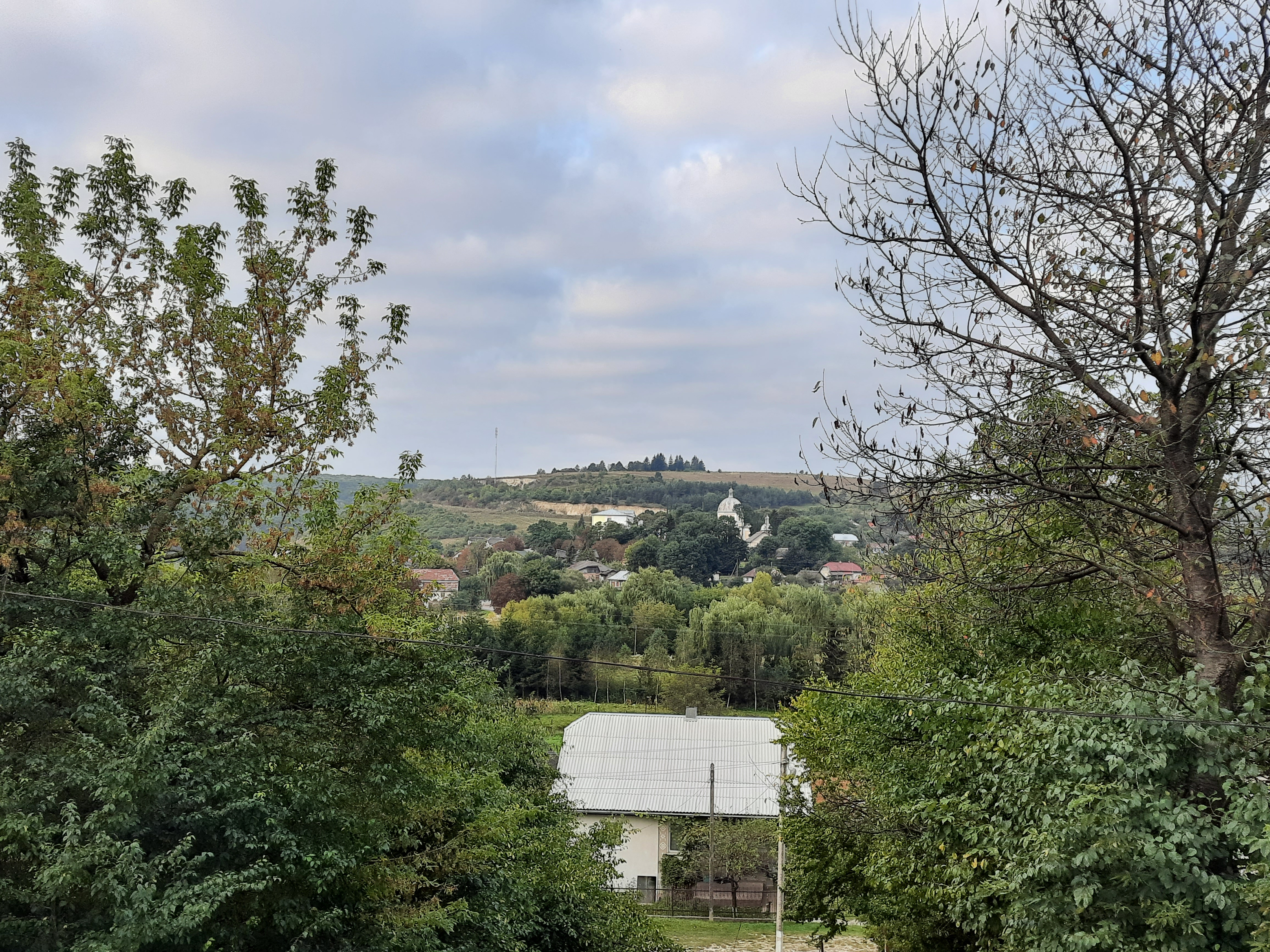
Вигляд із села на Завалів